# Distrikt Amuria
Amuria ist ein Distrikt (district) in Ost-Uganda.
Amuria grenzt im Norden an den Distrikt Otuke, im Nordosten an den Distrikt Napak, im Osten an den Distrikt Katakwi, im Süden an den Distrikt Soroti, im Südwesten an den Distrikt Kaberamaido und im Westen an den Distrikt Alebtong. Die Hauptstadt des Distrikts ist Amuria. Der Distrikt Amuria hat laut dem Census von 2014 183.348 Einwohner und eine Fläche von 1.382 Quadratkilometern. Neun Jahre früher, 2005, gehörte das Gebiet noch als County Amuria dem Distrikt Katakwi an, als dessen westliche Hälfte es bis 2014 ausgegliedert wurde.